# Họ Sóc
Họ Sóc (Sciuridae) là một họ động vật có vú bao gồm các loài gặm nhấm cỡ nhỏ hoặc trung bình. Họ này gồm sóc cây, sóc đất, sóc chuột, macmot (gồm cả macmot châu Mỹ), sóc bay, cầy thảo nguyên, cùng các loài gặm nhấm khác. Sóc là loài bản địa ở Châu Mỹ, lục địa Á-Âu và Châu Phi, và được con người giới thiệu đến Úc. Các loài sóc hóa thạch được biết đến sớm nhất có từ thế Eocen, và trong các họ gặm nhấm còn sinh tồn khác, loài sóc có họ hàng gần gũi nhất với hải ly núi và chuột sóc.

## Đặc trưng

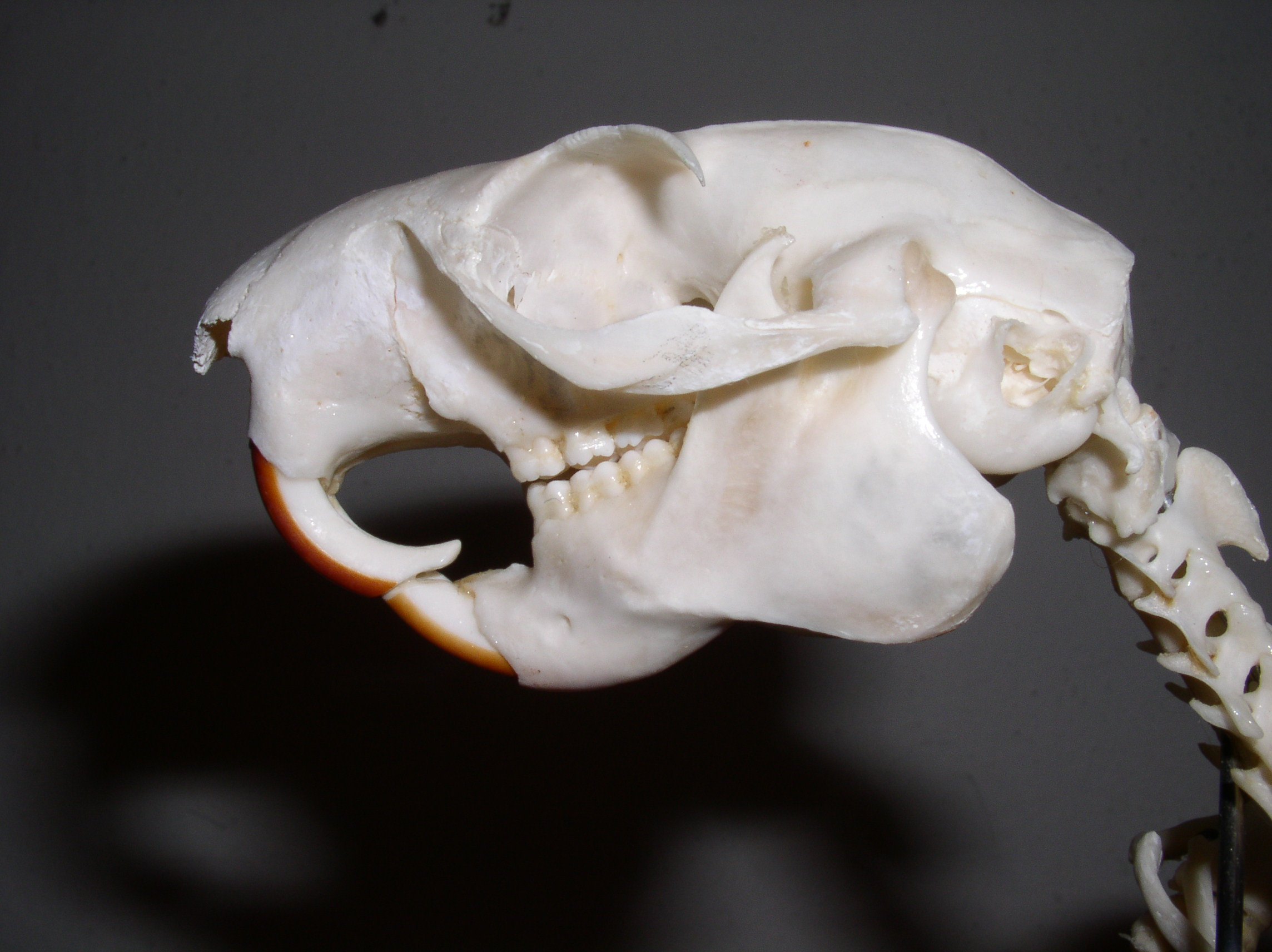
Hộp sọ của sóc lớn phương Đông (Ratufa spp.). Lưu ý hình dạng sóc kinh điển của khu vực xương gò má phía trước.

Họ Sóc nói chung là các động vật nhỏ, dao động về kích thước từ nhỏ như sóc lùn châu Phi dài khoảng 12–14 cm, và cân nặng chỉ 15–18 g; đến lớn như sóc lớn Ấn Độ với chiều dài đầu với cơ thể 25–50 cm, đuôi dài tương đương hoặc dài hơn một chút, và cân nặng 1,5–2 kg (mặc dù hiếm khi lên đến 3 kg). Họ Sóc nói chung có thân hình mảnh dẻ với đuôi rậm rạp và mắt to. Bộ lông của chúng nói chung mềm và mượt, mặc dù ở một vài loài có thể là dày hơn. Màu lông của chúng biến động khá mạnh giữa các loài và thậm chí là ngay trong phạm vi loài.
Các chân sau nói chung dài hơn các chân trước, mỗi chân có 4 hay 5 ngón. Chân trước có ngón cái, mặc dù nó kém phát triển. Các chân cũng có gan bàn chân mềm ở mặt dưới.

Họ Sóc sinh sống trong gần như mọi môi trường sống, từ rừng mưa nhiệt đới tới sa mạc bán khô cằn, chỉ không có tại khu vực cận địa cực và các sa mạc khô nhất. Chúng chủ yếu là động vật ăn thực vật, với thức ăn là hạt và quả, nhưng nhiều loài ăn cả côn trùng và thậm chí là các loài có xương sống nhỏ. Trên thực tế, một số loài nhiệt đới gần như chỉ ăn côn trùng. Bộ răng của các loài sóc tuân theo kiểu răng điển hình của động vật gặm nhấm, với các răng cửa lớn có tác dụng gặm nhấm và chúng phát triển ra trong suốt cả cuộc đời, còn các răng hàm có tác dụng nhai thì nằm cách các răng cửa một khoảng trống lớn. Công thức bộ răng cho các loài dạng sóc là:
| 1.0.1.3 |
| 1.0.1.3 |

Các loài sóc nói chung có thị lực tốt, và điều này đặc biệt quan trọng cho các loài sống trên cây. Nhiều loài cũng có hệ thống cảm quan, với các ria mép hay các lông trên các chân.
Họ Sóc sinh sản 1 đến 2 lần mỗi năm, với số lượng con non sinh ra không đồng nhất sau 3-6 tuần, phụ thuộc vào từng loài. Các con non sinh ra trần trụi, không răng, mù và yếu ớt. Ở phần lớn các loài, chỉ có con mẹ chăm sóc con non. Chúng được cho bú tới khoảng 6-10 tuần tuổi và thuần thục sinh lý vào cuối năm đầu tiên cuộc đời của chúng. Các loài sinh sống trên mặt đất nói chung có tính cộng đồng, thường sinh sống thành bầy, nhưng các loài sống trên cây thì phần lớn là đơn độc.

## Tiến hóa và hệ thống hóa

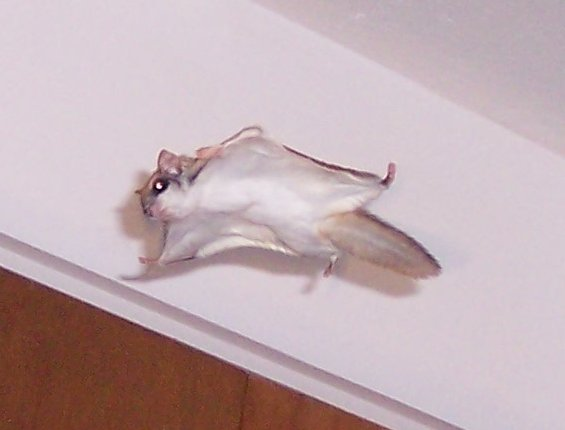
Sóc bay phương nam (Glaucomys volans) trong tông Pteromyini.

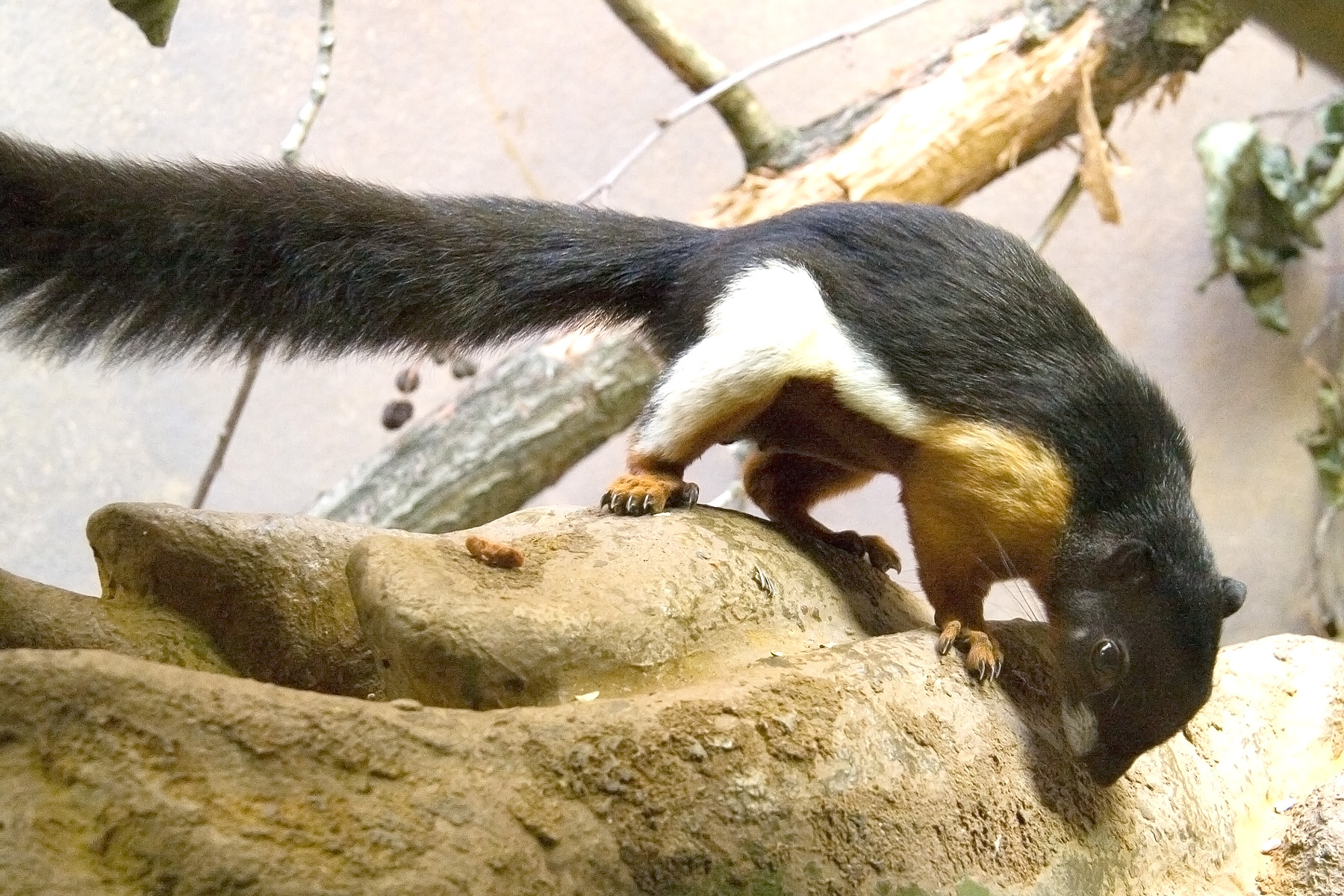
Sóc Prevost (Callosciurus prevosti) của tông Callosciurini.

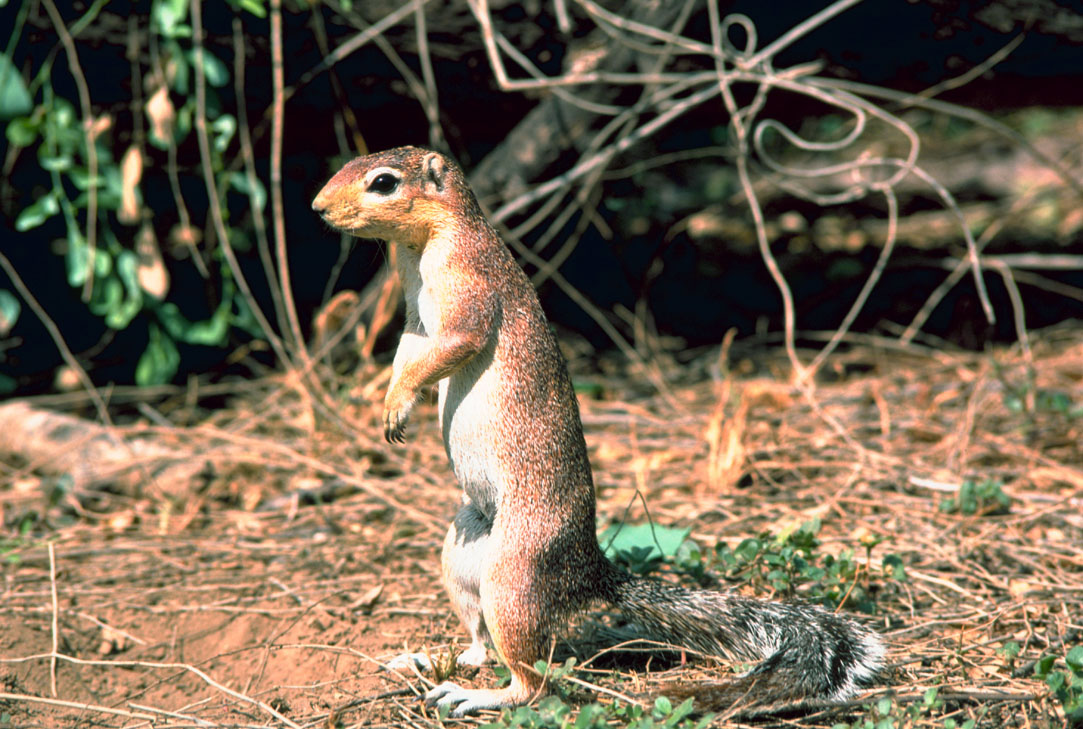
Sóc đất không sọc (Xerus rutilus) của tông Xerini.

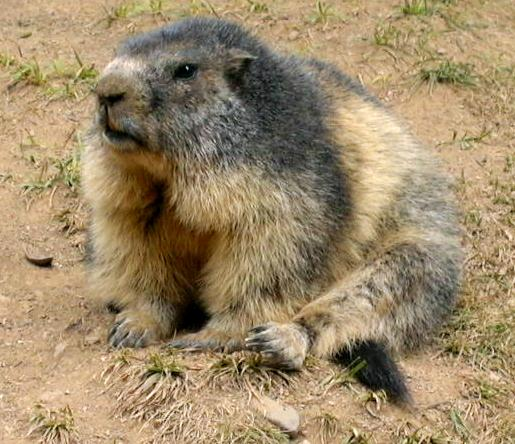
Macmot núi An-pơ (Marmota marmota) của tông Marmotini.

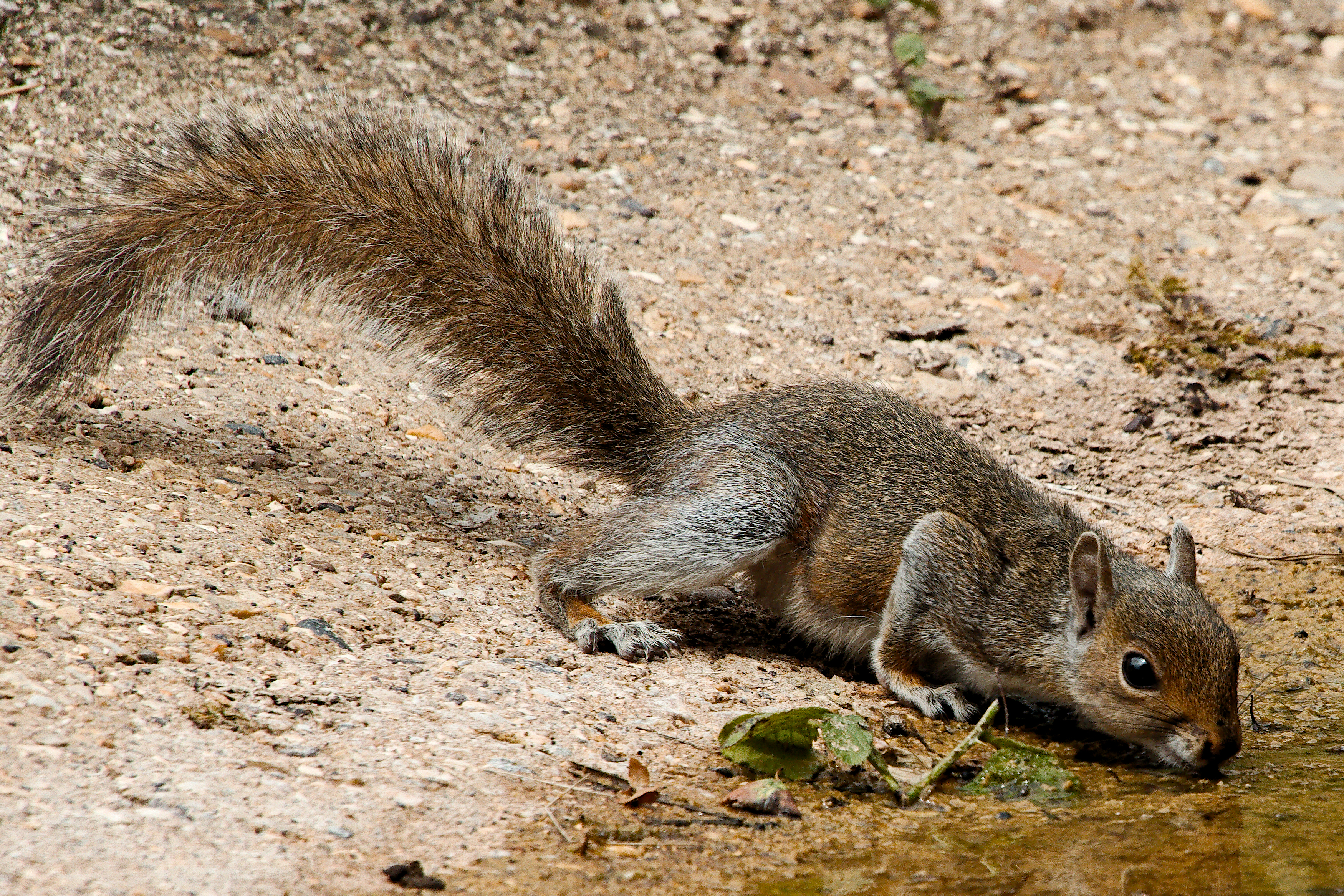
Một con sóc đang uống nước

Các loài sóc còn sinh tồn được chia ra thành 5 phân họ, với khoảng 50 chi và gần 280 loài. Mặc dù hóa thạch sóc cổ nhất đã biết, Douglassciurus, có niên đại vào thời kỳ tầng Priabona (Hậu Eocen, vào khoảng 37,5 - 35 Ma), nhưng động vật này dường như là sóc cây gần hiện đại, cho dù với hộp sọ nguyên thủy, và trên thực tế nó thường được đặt trong phân họ Sciurinae. Vì thế, dòng dõi sóc có thể có nguồn gốc từ thời gian sớm hơn thế.
Chủ yếu từ cuối thế Eocen cho tới thế Miocen, có nhiều dạng sóc mà không thể đưa vào bất kỳ nhánh còn sinh tồn nào với sự chắc chắn cao. Ít nhất là một số trong số này có lẽ là hậu duệ của nhóm cơ sở cổ nhất của họ Sciuridae – nhóm "sóc nguyên thủy" mà người ta có thể dùng để gọi chúng do chúng thiếu toàn bộ các đặc trưng hình thái của sóc còn sinh tồn -, trước khi những loài này tiến hóa thành các phân họ ngày nay. Sự phân bố và đa dạng của các dạng tổ tiên và cổ đại như thế gợi ý rằng sóc như là một nhóm động vật có thể có nguồn gốc từ Bắc Mỹ.
Bên cạnh các dạng hóa thạch ít được hiểu rõ này, phát sinh loài của sóc còn sinh tồn là tương đối dễ hiểu. Có ba dòng dõi chính, cụ thể là:
Dòng dõi thứ nhất là phân họ Ratufinae (sóc lớn phương Đông). Nhánh này chứa một nhóm nhỏ các loài sóc còn sinh tồn trong khu vực nhiệt đới châu Á nhưng đã từng phổ biến rộng khắp đại lục Á-Âu trong thời gian tiền sử.
Sóc lùn nhiệt đới Tân thế ở khu vực nhiệt đới Nam Mỹ là loài duy nhất còn sinh tồn của nhánh thứ hai (phân họ Sciurillinae).
Nhánh thứ ba là lớn nhất và chứa toàn bộ các phân họ còn lại với sự phân bố gần như toàn cầu. Điều này hỗ trợ tiếp giả thuyết rằng tổ tiên chung của mọi dạng sóc (còn sinh tồn và các dạng hóa thạch) đã sinh sống tại Bắc Mỹ do cả ba dòng dõi cổ nhất này dường như đã lan tỏa từ đây – nếu các dạng sóc có nguồn gốc Á-Âu thì người ta có thể dự kiến có các nhánh rất cổ tại châu Phi, nhưng các dạng sóc ở châu Phi lại dường như có nguồn gốc rất gần đây.
Nhóm chính các dạng sóc này (nhánh ba) lại có thể chia làm 3 phần, là các phân họ còn lại. Phân họ Sciurinae là nhóm sóc duy nhất không có độ chắc chắn đáng kể khi xem xét về mặt phân loại học. Cụ thể là nó không rõ ràng một cách đầy đủ là các dạng sóc bay thật sự (tông Pteromyini) có quan hệ họ hàng xa ở mức nào đối với sóc cây (tông Sciurini); nhóm đầu tiên này thông thường đã từng được coi là một phân họ riêng nhưng hiện nay chỉ được coi là một tông của phân họ Sciurinae. Ngược lại, nhóm sóc thông (chi Tamiasciurus ở Bắc Mỹ) thường được đưa vào trong tông Sciurini, nhưng dường như cũng có khác biệt lớn tương tự như là nhóm sóc bay; vì thế đôi khi chúng được coi là tông khác biệt với tên gọi Tamiasciurini.
Hai trong ba phân họ này có kích thước gần tương tự như nhau, chứa khoảng 70- 80 loài/mỗi phân họ; phân họ thứ ba khoảng 2 lần nhiều hơn. Phân họ Sciurinae chứa các dạng sóc sống trên cây, chủ yếu ở châu Mỹ và ở phạm vi hạn hẹp hơn tại đại lục Á-Âu. Phân họ Callosciurinae là đa dạng nhất tại nhiệt đới châu Á và chứa các dạng sóc cây, nhưng có sắc mạo khác đáng kể và dường như là "tao nhã" hơn, một ấn tượng được gia tăng bởi bộ lông thường rất sặc sỡ của chúng. Phân họ Xerinae – phân họ lớn nhất – chủ yếu là các dạng sóc đất (sống trên mặt đất) và cả các loài macmot lớn cùng chuột chó thảo nguyên; chúng có xu hướng thích sống thành bầy đàn hơn các dạng sóc khác.
- Họ Sóc cơ sở và không chắc chắn incertae sedis (tất cả đều là hóa thạch)
  - Getuloxerus
  - Kherem
  - Oligosciurus
  - Plesiosciurus
  - Prospermophilus
  - Sciurion
  - Similisciurus
  - Sinotamias
  - Vulcanisciurus
- Phân họ Cedromurinae (hóa thạch)
- Phân họ Ratufinae – Sóc lớn phương Đông (1 chi, 4 loài)
- Phân họ Sciurillinae – Sóc lùn nhiệt đới Tân thế (1 chi, 1 loài)
- Phân họ Sciurinae
  - Tông Sciurini – Sóc cây (5 chi, khoảng 38 loài; bao gồm cả tông Tamiasciurini nếu coi là nhóm khác biệt)
  - Tông Pteromyini – Sóc bay thật sự (15 chi, khoảng 45 loài)
- Phân họ Callosciurinae – Sóc cảnh châu Á
  - Tông Callosciurini (13 chi, gần 60 loài)
  - Tông Funambulini (1 chi, 5 loài)
- Phân họ Xerinae – Sóc đất
  - Tông Xerini – Sóc gai (3 chi, 6 loài)
  - Tông Protoxerini (6 chi, khoảng 50 loài)
  - Tông Marmotini – Sóc đất, macmot, sóc chuột, chuột chó thảo nguyên v.v (6 chi, khoảng 90 loài)

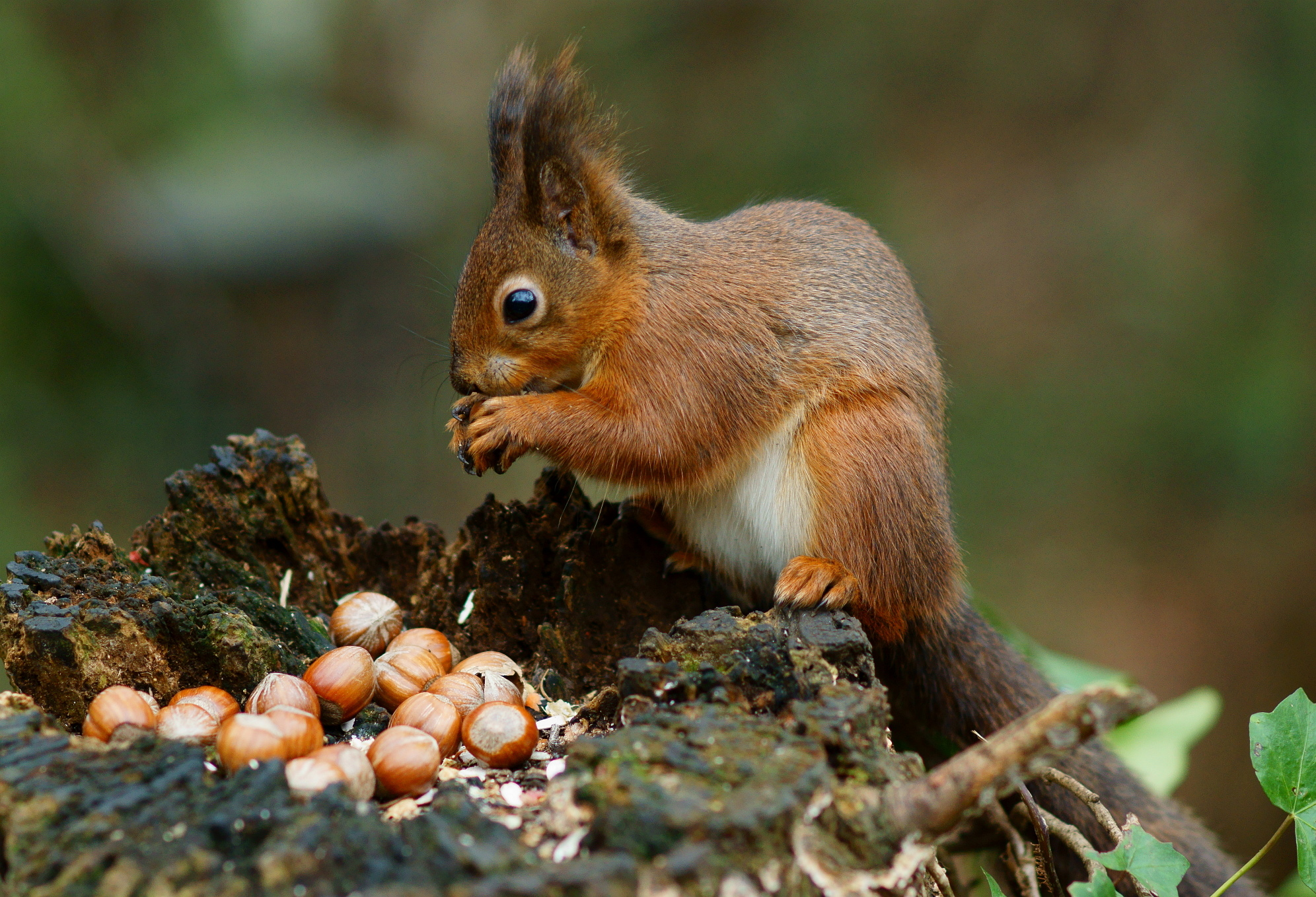
Sóc ăn hạt dẻ